# Peter Forsskål
Peter Forsskål, đôi khi còn được viết là Pehr Forsskål, Peter Forskaol, Petrus Forskål hay Pehr Forsskåhl (11 tháng 1 năm 1732 – 11 tháng 7 năm 1763), là một nhà thám hiểm người Phần Lan nói tiếng Thụy Điển, đồng thời là một nhà tự nhiên học và là môn đệ của Carl Linnaeus.

## Thiếu thời
Peter Forsskål sinh ra ở Helsinki, một thành phố thuộc Phần Lan nhưng trước đó là một phần của Thụy Điển. Cha của ông là Johannes Forsskål, khi đó đang là một tu sĩ của giáo hội Luther, đã đưa gia đình di cư đến Thụy Điển vào năm 1741, khi Johannes Forsskål được bổ nhiệm làm giáo xứ ở Uppland. Forsskål theo học tại Đại học Uppsala vào năm 1742, nhưng quay về nhà tự học trong một thời gian và sau đó, ông đã tái trúng tuyển vào Uppsala vào năm 1751, và ông cũng đã hoàn thành chương trình thần học vào cùng năm đó.

## Học trò của Linnaeus
Khi còn ở Uppsala, Forsskål là một trong những sinh viên của Carl Linnaeus. Năm 1753, Forsskål đến học tại Đại học Göttingen. Tại đây, ông nghiên cứu ngôn ngữ phương Đông và Triết học. Ba năm sau đó (1756), Forsskål nhận bằng tiến sĩ tại Đại học Göttingen với luận án mang tên Dubia de principiis philosophiae recentioris. Trở lại Uppsala năm 1756, ông tiếp tục theo đuổi ngành Kinh tế học.
Tháng 11 năm 1759, Forsskål xuất bản một tập sách nhỏ về chính trị bằng tiếng Thụy Điển có tựa là Tankar om borgerliga friheten (tạm dịch: Những suy nghĩ về tự do dân sự). Tuy nhiên, cuốn sách đó đã vướng phải tranh cãi vào thời điểm đó, do đó đã bị chính quyền đương thời đàn áp vào ngày xuất bản, và Forsskål bị cảnh cáo bởi Thủ tướng Hoàng gia.

## Đi đến Yemen và qua đời
Theo lời đề nghị của Johann David Michaelis, và với sự chấp thuận của Linnaeus, Forsskål được vua Frederick V của Đan Mạch chỉ định tham gia cùng với nhà toán học kiêm nhà phương Đông học, Carsten Niebuhr, trong một chuyến thám hiểm đến vùng Tây Á.Cả đoàn dừng chân ở Ai Cập, và ở lại đó khoảng một năm.
Forsskål theo đuổi nghiên cứu về phương ngữ trong tiếng Ả Rập, cũng như chăm chỉ thu thập các mẫu vật của thực vật và động vật. Đoàn thám hiểm sau đó di chuyển đến Yemen vào cuối năm 1762. Tại đây, Forsskål mắc phải bệnh sốt rét và qua đời vào tháng 7 năm 1763, khi đó ông mới 31 tuổi.
Carl Linnaeus thương tiếc cho cái chết của cậu học trò trẻ tuổi nên ông quyết định lấy tên của Forsskål đặt cho một cái cây mà chính ông đã gửi về, là Forsskaolea tenacissima, vì cây này vẫn không rụng lá trong suốt quãng đường di chuyển.